# 類冥矮行星
類冥矮行星、類冥天體或冥王星型天體指海王星外天體中的矮行星。 
國際天文聯會延續擴展2006年行星重定義目錄中的天體，在2008年6月11日於挪威首都奧斯陸定義了類冥矮行星：
|  | 類冥矮行星是在比海王星更遠的距離上環繞太陽運轉的天體，他有足夠的質量以自身的重力克服流體靜力平衡，使形狀接近球體，但是未能在軌道上清除鄰近的小天體。類冥矮行星的衛星本身不是類冥矮行星。 |

相應的，類冥矮行星可以被視為是矮行星和海王星外天體的交集。至2019年，冥王星、鬩神星、鳥神星和妊神星是僅有的類冥矮行星，但還有多達42個天體可能會被納入此一分類中。

## 術語的歷史
2006年8月24日，國際天文聯會（IAU）重新定義了行星，指行星「必須能在繞行的軌道上清除鄰近區域」，並把冥王星歸類為矮行星。
IAU的會員大會進一步解釋：
|  | 冥王星是[……]認可是海王星外天體中新類型的原型[1]。 註解： [1] IAU經過一定的程序，為這個新類型創立與選擇了新的名稱。 |

在尚未定名前，這新的類型在會員大會中曾經建議命名為"pluton"或"plutonian object"（類冥天體），但這些都被否決了。前者被否決是因為pluton是已經存在的地質學術語，許多地質學家都反對，因此在編審的中途就被否決了，並且在最後的6b議案中被摒棄；而"Plutonian object"（類冥天體）也因為plutonian是之前就有的形容詞，因此在2008年8月24日的會員大會表決中以183對186未能贏得多數支持而失利，所以許多天文學家依循四個最大的行星稱為「氣體巨星」的先例，繼續使用「冰矮星」稱呼這樣的天體。
在初期階段，這個類別的定義還不明確。最初（被稱為"pluton"時）IAU行星定義委員會於2006年8月16日曾提出行星新定義的第5號動議，當中同時提出的行星概念──公轉一圈需時超過200儒略年、而軌道又比八顆1900年發現的行星的軌道傾斜（與黃道面夾角較大）及橢圓的天體。這個提議會改變（剝奪）冥王星是行星的狀態（資格），至於這種依據週期、軌道傾角和離心率的分類類型，符合了海王星外天體中與冥王星類似的矮行星，但在8月24日內部審議時被否決，而最後的決議也偏離了原來的定義，連名稱都是後來新創的。
繼IAU的會員大會之後，IAU小天體命名委員會（CSBN）的提議被第三分會接受，由IAU執行委員會在2008年6月11日於挪威奧斯陸召開的會議中議決為類冥矮行星（plutoid）。這個新名稱在執行委員會議之後公佈，其定義非常簡單：所有海王星外天體中的矮行星都是類冥矮行星。然而，IAU行星系統命名原則工作群組（WGPSN）表示未獲諮詢，使定名仍存在歧異。

## 類冥矮行星的命名過程
在「矮行星」這個類別被創建之後，IAU就要負責釐清一些介於二者之間含糊不清天體的命名問題。鬩神星經由IAU的小天體命名委員會和行星系統命名原則工作群組的相互合作下得到了命名；同樣的，IAU也在2008年6月11日的會議中決定這兩個小組將合作為新的類冥矮行星天體命名，然而在維持小行星的命名原則下，發現的團隊仍有建議名稱的優先權，並且類冥矮行星不會與太陽系小天體分享名稱（意即不會與小行星同名）。

### 與「矮行星」定義的複雜關係
在2006年的IAU會員大會定義了「矮行星」之後，穀神星、冥王星和鬩神星成為第一批的矮行星成員。然而，對如何測量與認定流體靜力平衡，在章程中卻未加定義。沒有正式的方法去界定矮行星的下限，因此小天體不能自動的成為矮行星或類冥矮行星。
它被注意到，在命名的過程中這些規則可能是無效的，即使如此，少數的這些天體或許可以依據它們的形狀就可以確實的認定。因此，IAU宣佈要成為類冥矮行星並獲得命名的天體，要具有下列的資格：
(a) 軌道半長軸要比海王星長。
(b) 絕對星等要大於H = +1 等。
嚴格來說，能夠達到絕對星等 +1（以反射率 = 1的情況）的小行星直徑最少有838公里。也就是不管構成的成分如何，都必需比這個尺寸更大，也不會設下門檻在最後來證明克服了流體靜力平衡。這就是說，一個天體在被調查是否能成為類冥矮行星時，無論他是否達到了流體靜力平衡，IAU在調查後即使重新分類，仍然會保留它舊有的名字。

## 已認定的類冥矮行星
目前有冥王星、鬩神星、鳥神星和妊神星四顆矮行星是已經被承認為類冥矮行星的外海王星天體。
| 名稱                            | 冥王星                                | 妊神星                        | 鬩神星                             | 鳥神星                       |
| ------------------------------- | ------------------------------------- | ----------------------------- | ---------------------------------- | ---------------------------- |
| 小行星序號                      | 134340                                | 136108                        | 136199                             | 136472                       |
| 絕對星等                        | −0.7                                  | +0.17                         | −1.12 ± 0.01                       | −0.48                        |
| 反照率                          | 0.49–0.66                             | 0.7 ± 0.1                     | 0.86 ± 0.07                        | 0.8 ± 0.2                    |
| 直徑                            | 2390 公里                             | ~1,960×1,518×996公里          | 2400±300公里                       | 1,300–1,900 公里             |
| 質量 公斤 與地球比較            | 1.305×1022 公斤 .0022                 | (4.006±0.040)×1021公斤 .00066 | (1.67±0.02)×1022 公斤 (est.) .0025 | ~ 4×1021公斤 .00066          |
| 密度 ( 公噸/m³)                 | 2.03 ± 0.06                           | 2.6–3.3                       | 2.3 ± 0.3                          | ~2                           |
| 赤道重力 ( m/s2)                | 0.58                                  | ~ 0.44 (varies)               | ~0.8                               | ~ 0.5                        |
| 自轉週期 (天) ( 恆星週期 天)    | -6.38718 (逆行)                       | 0.16314                       | > 0.3 ?                            | ?                            |
| 軌道半徑* (AU) 半長軸 公里      | 29.66-49.30 39.48168677 5,906,376,200 | 35.2–51.5 43.3 6,484,000,000  | 37.77-97.56 67.6681 10,210,000,000 | 38.5–53.1 45.8 6,850,000,000 |
| 軌道週期*(儒略年) ( 恆星年)     | 248.09                                | 285.4                         | 557                                | 309.9                        |
| 平均軌道速度 ( km/s)            | 4.7490                                | 4.484                         | 3.436                              | 4.419                        |
| 軌道離心率                      | 0.24880766                            | 0.18874                       | 0.44177                            | 0.159                        |
| 軌道傾角                        | 17.14175°                             | 28.19°                        | 44.187°                            | 28.963°                      |
| 赤道對軌道的傾角 (參考轉軸傾角) | 119.61°                               |                               |                                    |                              |
| 平均表面溫度( K)                | 40                                    | 30                            | ~ 30                               | 32±3                         |
| 衛星數目                        | 5                                     | 2                             | 1                                  | 1                            |
| 發現日期                        | 1930年2月18日                         | 2004年12月28日                | 2003年10月2日                      | 2005年3月31日                |

## 類冥矮行星候選者
海王星外天體的核心是冰，因此只需要400公里 (250英里) － 地球直徑的3%－ 的直徑就可以輕鬆的達到重力上的平衡，使它們因身為矮行星而成為類冥矮行星。雖然這只是很粗略的估計，但依然是可以參考的數值。在2006年的8月，相信除了冥王星和鬩神星之外，還有42個海王天體有資格成為矮行星。 
| 天体     | 英文名   | 编号    | 半径 （公里） | 质量 （1021千克） | 平均轨道半径 （天文单位） | 分类               |
| -------- | -------- | ------- | ------------- | ----------------- | ------------------------- | ------------------ |
| 共工星   | Gonggong | 225088  | 640±105       | 2                 | 67.21                     | 離散盤             |
| 冥卫一   | Charon   | Pluto I | 604±2         | 1.52              | 39.26                     | 冥族小天体或卫星   |
| 创神星   | Quaoar   | 50000   | 555±3         | 1.4               | 43.58                     | QB1天体            |
| 赛德娜   | Sedna    | 90377   | 498±40        | 0.8               | 518.57                    | 離散盤或内奥尔特云 |
| 2002 MS4 |          | 307261  | 470±30        | 0.7               | 41.93                     | QB1天体或離散盤    |
| 亡神星   | Orcus    | 90482   | 460±10        | 0.64              | 39.17                     | 冥族小天体         |
| 潫神星   | Salacia  | 120347  | 430±20        | 0.45              | 42.19                     | QB1天体或離散盤    |